# 亚历山大·芒罗
亚历山大·芒罗（英語：Alexander Munro，1870年11月30日—1934年1月3日），英国男子拔河运动员。他曾代表英国参加1908年和1912年夏季奥林匹克运动会拔河比赛，获得一枚银牌和一枚铜牌。